# 太田文雄
太田 文雄（おおた ふみお、1948年〈昭和23年〉1月 - ）は、日本の海上自衛官、剣道家。第3代情報本部長、防衛大学校教授。学位はPh.D.（ジョンズ・ホプキンズ大学SAIS）。剣道教士七段。

## 略歴
東京都出身。1970年（昭和45年）3月、防衛大学校本科第14期卒業、海上自衛隊入隊。
1980年（昭和55年）、米国海軍兵学校連絡官。1987年（昭和62年）12月、護衛艦ゆうぐも艦長。
1989年（平成元年）1月1日、1等海佐。1990年（平成2年）8月1日、海上幕僚監部人事教育部教育課教育班長。1992年（平成4年）3月23日、防衛研究所所員。1993年（平成5年）、米国国防大学
1994年（平成6年）8月1日、第1護衛隊司令。1995年（平成7年）3月16日、第64護衛隊司令。
1996年（平成8年）5月15日、外務省在米国大使館防衛駐在官。
同年12月、海将補。1997年（平成9年）、防衛研究所一般課程。1999年（平成11年）7月9日、統合幕僚会議事務局第4幕僚室長
2001年（平成13年）3月27日、海将。第32代統合幕僚学校長。同年2月3日、第3代情報本部長に就任
2003年（平成15年）、ジョンズ・ホプキンス大学高等国際問題研究大学院にて国際関係学を専攻し、Ph.D.取得。
2005年（平成17年）1月12日、退官。
同年4月、防衛大学校教授（防衛学教育学群安全保障・危機管理教育センター長。2010年まで）。

## 主張
- 中国の戦略は『孫子』に根ざしており、互いを信用せぬ中国とロシアには軍事同盟はありえないとしている[1]。
- 中国共産党機関紙、人民日報系の環球時報に琉球独立を支持する記事が掲載されたことに触れ、「今日の香港、明日の台湾、明後日の沖縄」であるとしている[2]。

## 著書

### 単著
- 『「情報」と国家戦略』（芙蓉書房出版、2005年）、ISBN 978-4829503584
- 『インテリジェンスと国際情勢分析』（芙蓉書房出版、2007年）
- 『日本人は戦略・情報に疎いのか』（芙蓉書房出版、2008年）、ISBN 978-4829504123
- 『インテリジェンスと国際情勢分析【改訂新版】』（芙蓉書房出版）、2008年、ISBN 978-4829504314
- 『同盟国としての米国』（芙蓉書房出版、2009年）、ISBN 978-4829504628
- 『国際情勢と安全保障政策－『インテリジェンスと国際情勢分析』三訂増補版－』（芙蓉書房出版、2010年）、ISBN 978-4829504789
- 『世界の士官学校』（芙蓉書房出版、2013年）、ISBN 978-4829505854
- 『日本の存亡は「孫子」にあり』（致知出版社、2014年）

### 共著
- （加藤直樹）『危機管理の理論と実践』（芙蓉書房出版、2010年）、ISBN 978-4829504925
- （吉田真）『中国の海洋戦略にどう対処すべきか』（芙蓉書房出版、2011年）、ISBN 978-4829505366
- （編著）『国際情報戦に勝つために　情報力強化の提言』（芙蓉書房出版、2015年）

## 論文
- 「太平洋における海軍協力――将来を目指して」『新防衛論集』第21巻第1号（1993年6月、J・W・モーランド3世、ウラジミール・パニコフと共著）
- 「国際社会における軍の役割の変化――抑止戦略から安定化戦略への移行の中で」『防衛学研究』第22号（1999年11月）
- 「戦争史から見たポスト9.11の対テロ戦等」『国際安全保障』第32巻第4号（2005年3月）
- 「ゴールドウォーター・ニコルズを越えて――自衛隊統合の将来に向けてのさらなるステップ」『国際安全保障』第34巻4号（2007年3月）